# Luv Machine
Luv Machine - debiutancki album amerykańskiego zespołu rockowego Whitestarr, wydany w 2006 roku, przez amerykańską wytwórnię, Atlantic Records.

## Lista utworów
1. "A Starr Is Born" (0:14)
2. "Gimme' a Light" (3:33)
3. "Luv Machine" (3:11)
4. "Sunshine Girl" (4:21)
5. "Since" (4:37)
6. "She So Sly "(4:08)
7. "Use Me" (4:04)
8. "Vampire" (3:25)
9. "Welcome to Malibu" (2:05)
10. "TheKing" 3:10)
11. "Sex on the Dance Floor" (4:01)
12. "Cherry Surprise" (2:45)
13. "Marie" (5:46)